# Adhémar Lampiot
Pour plus de détails, voir Fiche technique et Distribution.
Adhémar Lampiot est un film français réalisé par Christian-Jaque, sorti en 1934.

## Synopsis
Me Tremplin veut que sa fille Henriette épouse Adhémar, un riche fermier. Il les emmène à Paris, mais Henriette va y rencontrer un riche héritier.

## Fiche technique
- Titre français : Adhémar Lampiot
- Réalisation : Christian-Jaque
- Scénario : Paul Mesnier, Guy d'Avenas, Noël Renard
- Photographie : Robert Petiot, Émile Sallé
- Montage : Jean Mondeleau
- Musique : Jacques Dallin
- Société de production : B.G.K. Films
- Pays de production :  France
- Langue originale : français
- Format : noir et blanc — 35 mm — 1,37:1 — son Mono
- Genre : Comédie
- Durée : 70 minutes
- Dates de sortie : France : 21 août 1934

## Distribution
- Fernand René : Adhémar Lampiot
- Rolla France : Henriette Tremplin
- Gaston Dupray : Maître Tremplin
- Maximilienne : Madame Tremplin
- Marc Dantzer : René de Jussac
- Nicole Martel : Loulette
- Nine Robert : Rita
- Martine : la duègne
- Jean Kolb : le curé
- Lucien Fornaraise : l'homme louche
- Albert Dutruch : le clochard
- Micky Damrémont : une danseuse